# CN 1 à 3 (SNCF)
Les CN 1 à 3, ou Beilhack HB 600 S, sont des chasse-neige ferroviaires utilisés sur le réseau ferré français.

## Caractéristiques
Les CN 1 à 3 sont des chasse-neige Diesel construits en 1973 et 1983 par la société allemande Martin Beilhack. La traction est assurée par un moteur Diesel hydraulique Klockner Deutz de 160 kW de dix cylindres en V qui actionne les deux essieux moteurs.

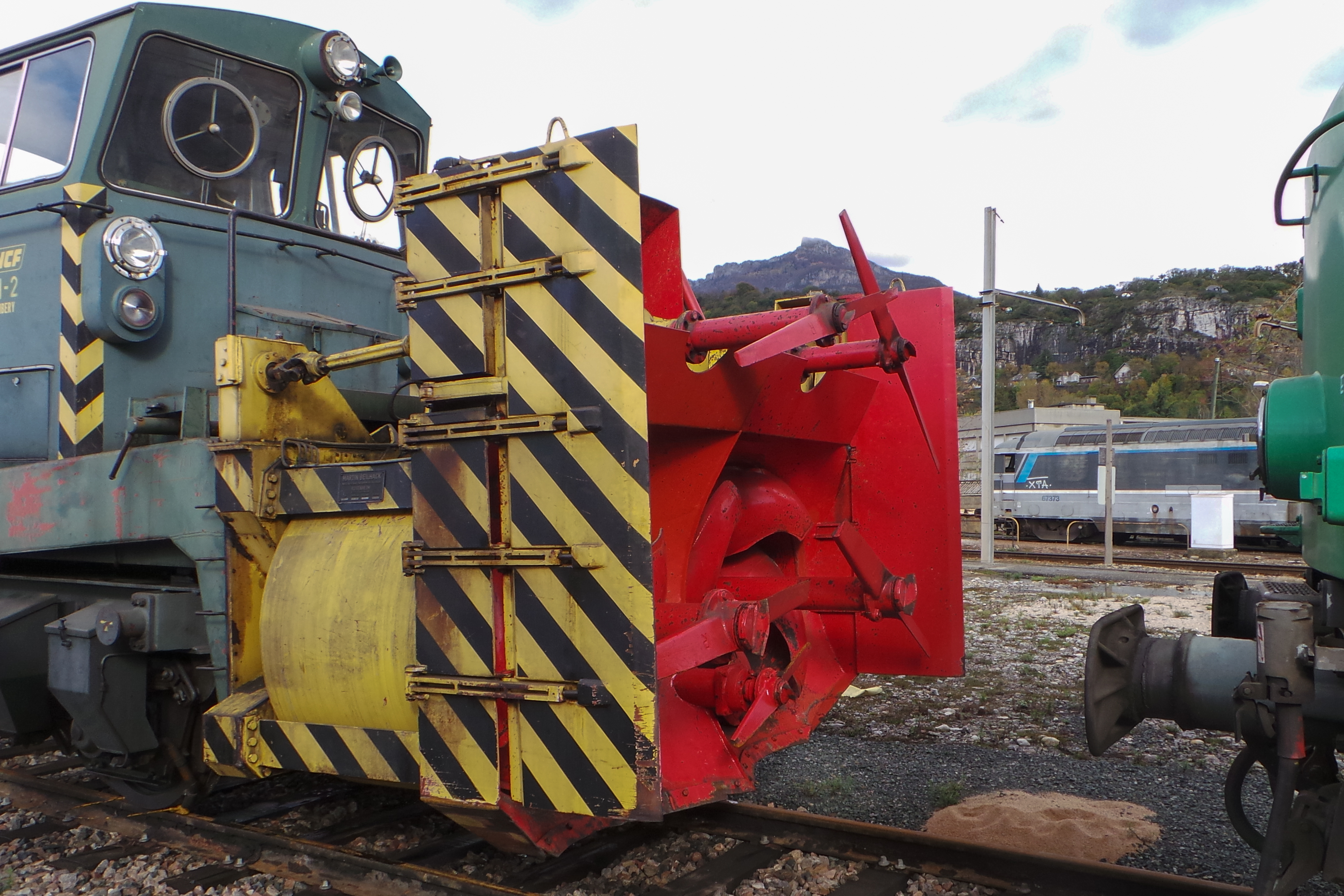
Le dispositif de déneigement.

L'engin est équipé de deux turbines frontales, entrainées chacune par un moteur Diesel de 260 kW de douze cylindres en V et disposant d'une boîte de vitesses à trois régimes (210 tr/min, 290 tr/min et 410 tr/min).
Les deux turbines peuvent être solidarisées entre elles pour qu'elles puissent fonctionner ensemble malgré la panne d'un des deux moteurs. Trois hélices d'ébauche, une située entre les deux turbines et deux au-dessus, permettent de débiter la neige avant son absorption par les turbines. La neige, ainsi dégagée, est rejetée latéralement ou devant le chasse-neige par deux cheminées d'éjection réglables depuis la cabine. Un éperon, situé sous les turbines, complète le dispositif de déneigement. Cet ensemble (turbines, hélices et éperon) est logé dans un châssis articulé protégé par un carter réglable permettant de porter la largeur de déneigement jusqu'à 3,60 m sur une hauteur de 3,50 m environ.
Les chasse-neige sont constitués de deux châssis : d'abord un châssis articulé reposant sur un châssis roulant. Le châssis articulé est composé de la cabine de conduite, du moteur et du dispositif de déneigement. Le châssis roulant repose sur deux essieux moteurs. Ce système permet au châssis moteur de pivoter sur le châssis roulant et, ainsi, d'orienter le dispositif de déneigement dans le sens souhaité.
Le châssis roulant est constitué de deux essieux moteurs, d'un réducteur de vitesse à deux rapports, d'un freinage Knorr et de sablières.
Les chasse-neige CN 1, CN 2 et CN 3 sont équipés d'un éperon arrière permettant le déboudinage de la surface des rails.
Les trois chasse-neige en service sont équipés du système de signalisation CAB, qui leur permet de circuler sur les lignes à grande vitesse françaises.

## Inventaire
| Numéro | Mise en service | Dépôt                              |
| ------ | --------------- | ---------------------------------- |
| CN 1   | Juin 1973       | Chambéry                           |
| CN 2   | Janvier 1973    | Chambéry / Saint-Jean-de-Maurienne |
| CN 3   | 1983            | Dijon / Dépôt de Perrigny          |

## Galerie de photographies

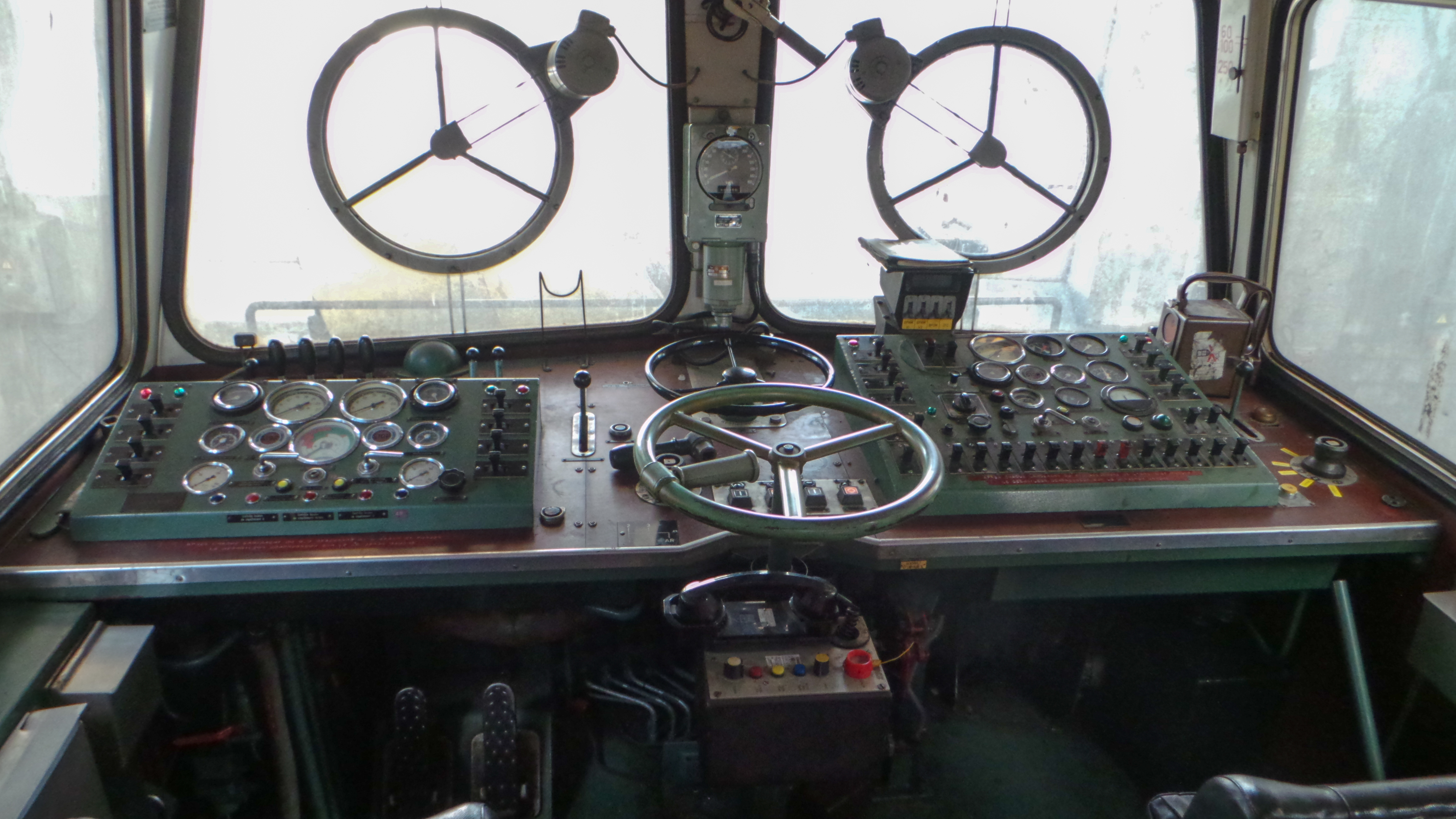
La cabine et les pupitres de commande vers l'Avant.
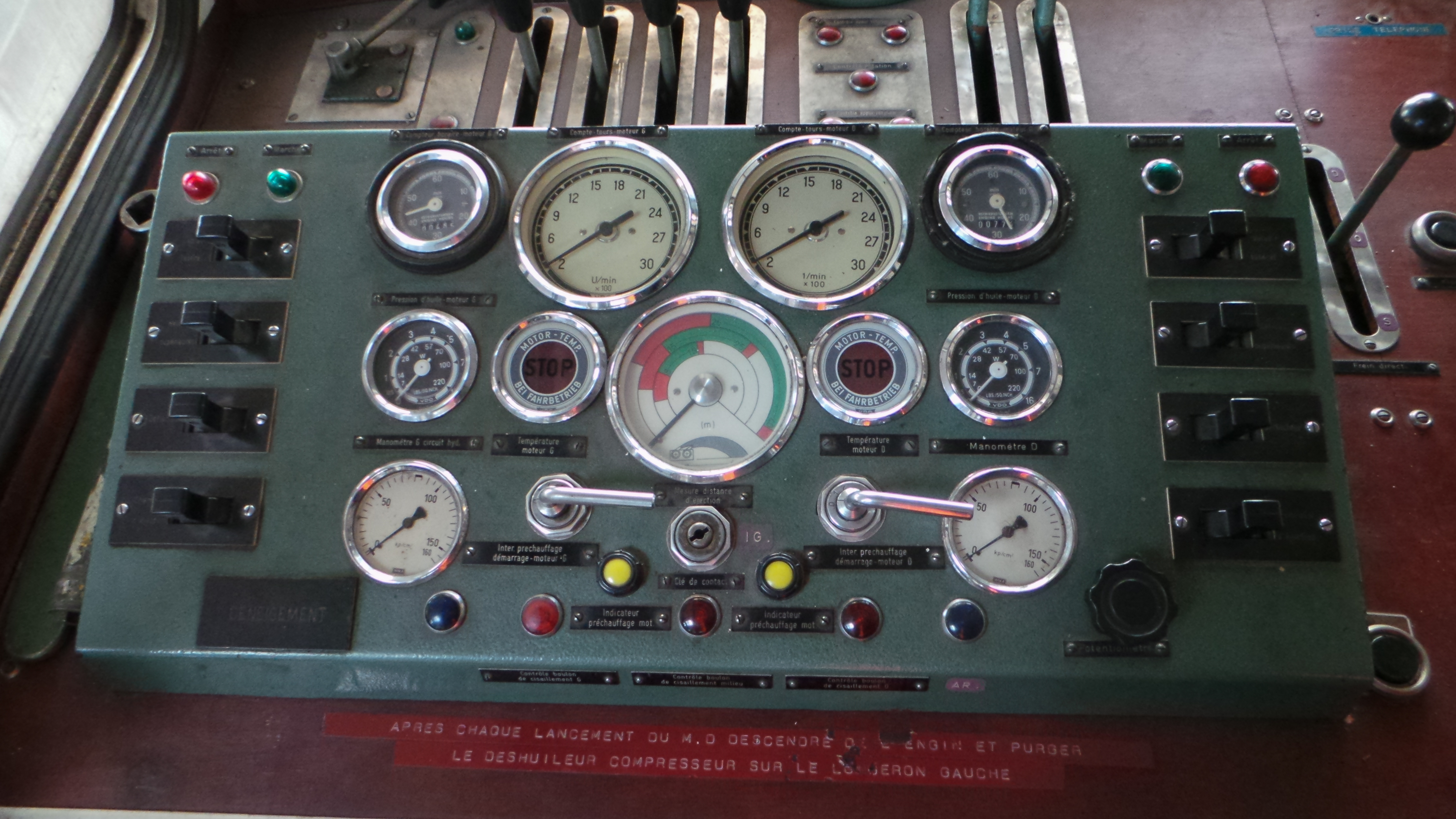
Pupitre gauche de commande des turbines (détail).
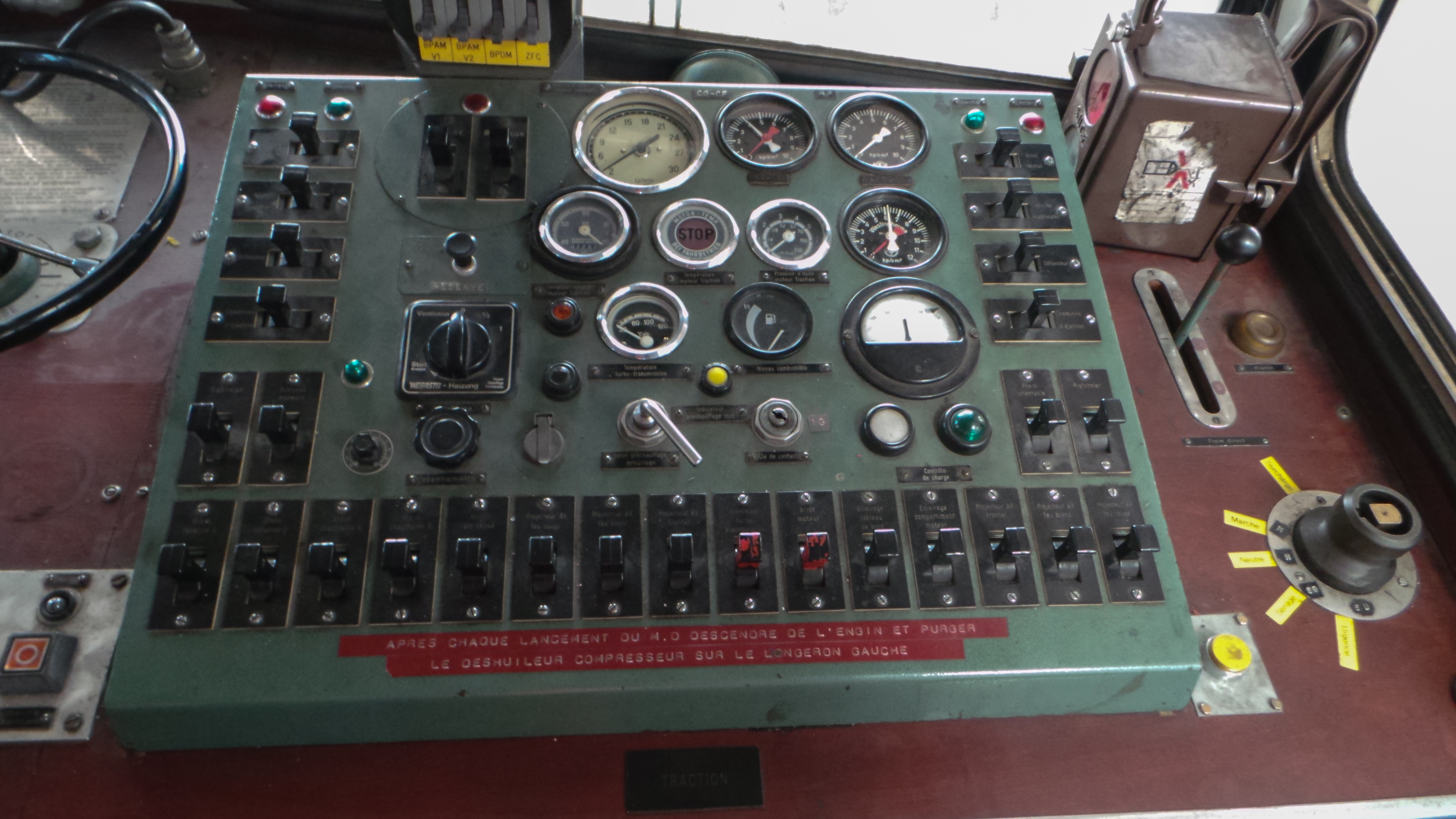
Pupitre droit de conduite de l'engin.
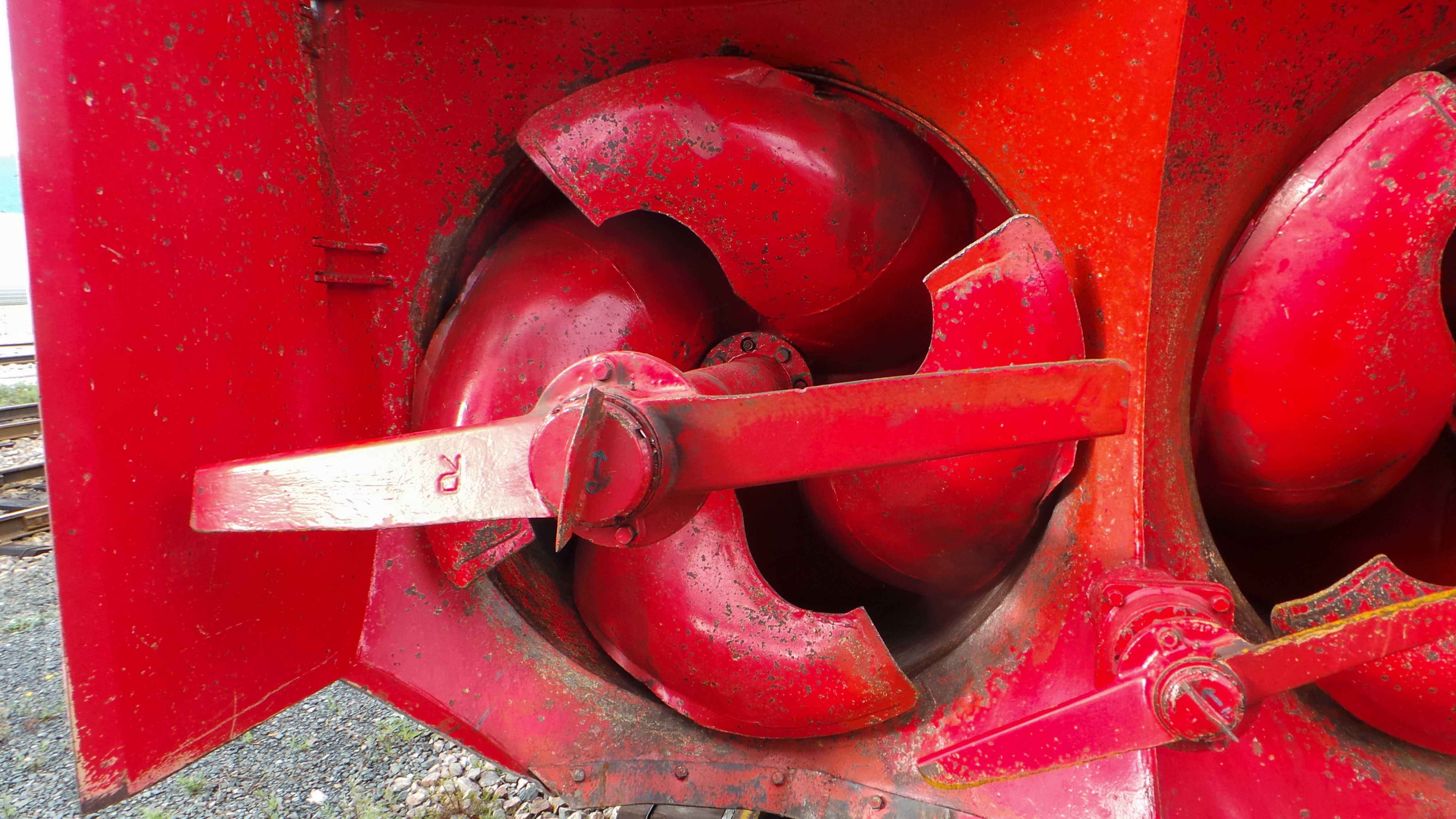
Une turbine et l'hélice centrale (détail).
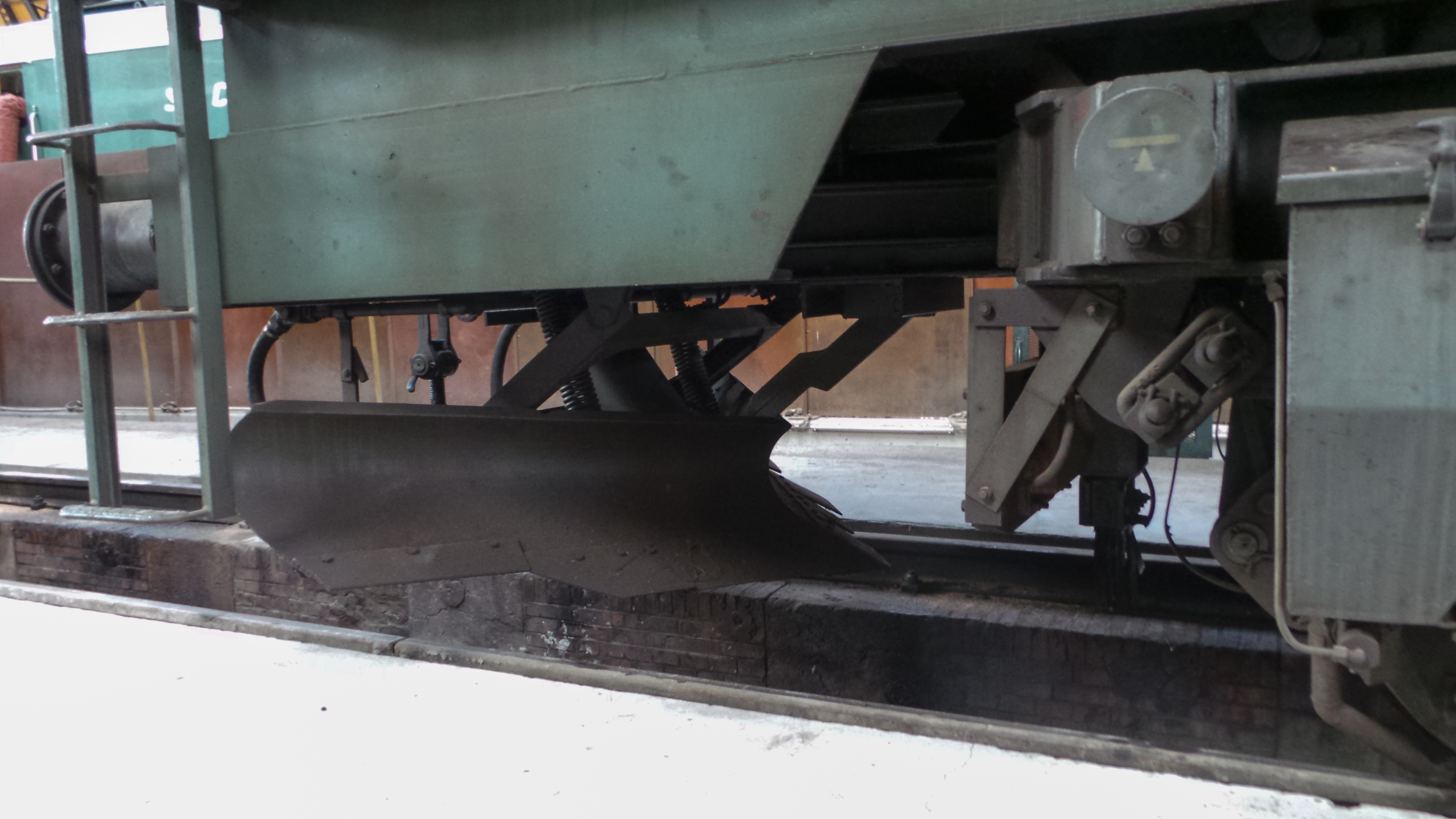
Éperon arrière en forme de soc de charrue pour le dégagement de la neige du CN 2.

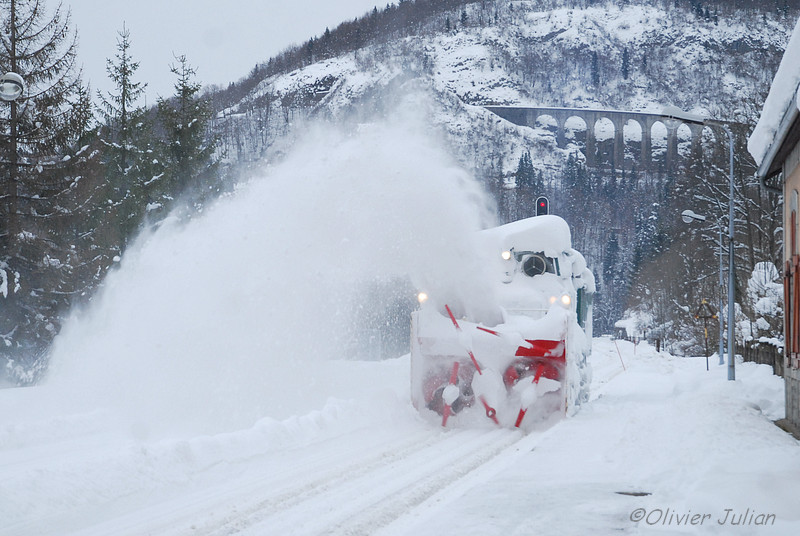
Le CN3 déneige la voie de la gare de Morez (Jura) en décembre 2012.